# Ваньянь Дигунай
Ваньянь Дигунай (кит. трад. 完顏 迪古乃, пиньинь Wányán Dígǔnǎi), китайское имя Ваньянь Лян (кит. трад. 完顏 亮, пиньинь Wányán Liàng) — четвёртый император чжурчжэньской империи Цзинь.
Дигунай был вторым сыном Ваньянь Вобэня — старшего сына основателя империи Цзинь Ваньянь Агуда от жены из рода Пэймань. С детства под влиянием матери он близко познакомился с китайскими обычаями и культурой, писал стихи на китайском языке. В молодости служил под началом Ваньянь Учжу, достиг высокого положения, войска под его началом размещались в районе бывшей ляоской столицы Наньцзин.
В 1147 году он был переведён в Верхнюю столицу Цзинь. 9 января 1149 года Ваньянь Дигунай с сообщниками проникли во дворец и убили императора, после чего Дигунай провозгласил императором себя.
Понимая, что после убийства императора найдутся желающие отомстить за его смерть, Дигунай начал резню. В результате были уничтожены все потомки Ваньянь Уцимая, Ваньянь Няньханя и других, и из императорского рода в живых остались лишь ближайшие родственники самого Дигуная.
Придя к власти, Дигунай принялся за резкое реформирование системы управления страной. В соответствии с концепцией пяти столиц (центральной, северной, восточной, западной и южной) страна была разделена на пять регионов и четырнадцать управ.
Также Дигунай взялся за изменение образа жизни страны, приводя его к китайским образцам. Был отменён введённый ещё Уцимаем запрет на ношение китайской одежды, начались императорские жертвоприношения, были введены экзамены для занятия государственных должностей. На месте бывшей ляоской столицы Наньцзин была построена Центральная столица, куда в 1153 году официально переехал двор (в 1157 году дворцы в старой Верхней столице были разрушены). Не позднее 1157 года Дигунай присутствовал, согласно «Сокровенному сказанию», на «распятии» (казни путем прибивания осуждённого гвоздями к деревянному ослу) монгольского хана Амбагая. 
В 1161 году Дигунай решил напасть на китайскую империю Сун. Собранные под Бяньцзинем войска были разделены на четыре колонны, с восточной колонной двигался сам Дигунай. Однако когда войска достигли северного берега Янцзы, в Восточной столице Ваньянь Улу совершил государственный переворот и провозгласил императором себя. Дигунай рассчитывал на находившуюся в его руках армию, однако война шла не очень хорошо, и в войсках началось брожение, которое лишь усилилось, когда дошли известия о перевороте. В итоге военачальник Елюй Юаньи взбунтовался и убил Дигуная.
В исторических трудах он чаще всего именуется посмертным именем «Хайлин-ван».